# Ukrajinský vyšší pedagogický institut
Ukrajinský vyšší pedagogický institut Mychajla Dragomanova (ukrajinsky Український вищий педагогічний інститут імені Миха́йла Драгома́нова) je někdejší pedagogická škola v Praze.

## Historie

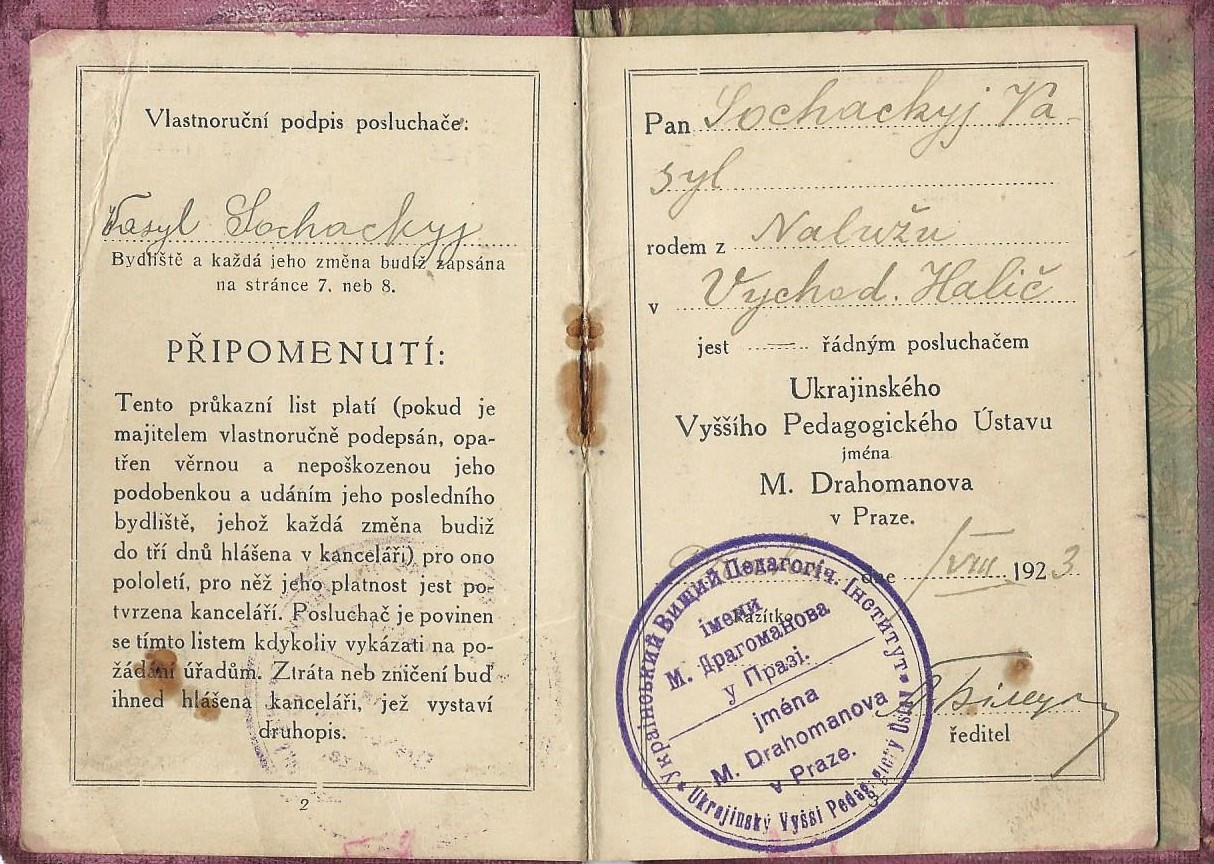
Certifikát ukrajinského studenta UVPI M. Drahomanova v Praze.

Ukrajinský vyšší pedagogický institut byl otevřen v roce 1923 Ukrajinským veřejným výborem za finanční pomoci československé vlády jako dvouletá pedagogická škola pro základní školy a mimoškolní výchovu.
Rektoři Leonid Bileckyj (do roku 1925 ředitel), V. Simovyč, V. Harmašiv.
Od roku 1925 byl zaveden čtyřletý kurz s cílem připravovat i učitele pro střední školy.
Ukrajinský pedagogický institut měl katedry: literární a historické (přednášky z antropologie, etnografie a archeologie měl Levko Čykalenko), matematicko-přírodovědné a od roku 1924 také hudební a pedagogické, kde teorii zpěvu vyučoval zpěvák a muzikolog Dmytro Levitskyj.
Celkový počet učitelů byl 78. Celkem absolventů školy bylo 178, z toho 31 s doktorátem.
Publikační činnost: 44 skript, 3 svazky „Díla“ (1929 – 1933), které byly vydány společností "Sijač" při Ukrajinském vyšším pedagogickém institutu, a 11 prací, které vydal Ukrajinský nakladatelský fond v Praze.
Mnoho absolventů institutu působilo na Karpatské Ukrajině. Od roku 1924 v ústavu fungovaly imatrikulační kurzy (pro osoby bez dokladů o ukončeném středoškolském vzdělání), které byly v roce 1925 přeměněny na gymnázium (Ukrajinské gymnázium v Československu).
V roce 1933 byl Ukrajinský vyšší pedagogický institut zlikvidován pro nedostatek další finanční podpory ze strany československé vlády.
Kancelář ústavu se nacházela v Praze v Žitné ulici č. 14, dále v Malátově 19 a Školské 8 a od roku 1932 v Domě zemědělské osvěty.